# Гунська мова
Гунська мова — вважається зниклою мовою, але, можливо, живим її продовженням через хозаро-булгарську стадію розвитку є чуваська мова. Наявні пам'ятки писемності гунів виконані писемністю Согдійського походження (написи на посуді). До недавніх пір вважалося, що гуни не мали писемності, і про мову гунів судили по нечисленних гунських словах, сильно спотворених в грецькій або латинській літерації — головним чином по іменах, по яких можна було судити лише про тюркське походження мови (див. «Europe: The Origins of the Huns» [Архівовано 8 листопада 2017 у Wayback Machine.] або «Khan Diggiz Dish Inscriptions» [Архівовано 27 січня 2010 у Wayback Machine.]). Як пише Encyclopaedia Britannica, існує припущення, що нарівні з хозарською належала до мов r--і l-типу (булгарська гілка тюркських мов), до яких із живих тюркських відноситься тільки чуваська (інші живі тюркські мови відносяться до мов z-і š-типів). Незавершене дешифрування гунських написів на посуді підтверджує це припущення.
Були зроблені спроби виявити зв'язок гунської мови з угорською. Угорські легенди та історії середньовіччя передбачають тісний зв'язок з гунами. Ім'я Гунор збереглося в легендах і (з декількома гунськими іменами, такі, як Аттіла) використовується як ім'я в сучасній Угорщині. Багато угорців поділяють переконання, що секеї, угорська етнічна група в Румунії, є нащадками групи гунів, які залишилися в Карпатах після 454 року.
Було висловлено припущення, що гунська мова була пов'язана з хунну, але наукового консенсусу щодо того, якою мовою розмовляли хунну, немає.